# Cámara de la Asamblea (Islas Vírgenes Británicas)
La Cámara de la Asamblea de las Islas Vírgenes Británicas, hasta 2007 conocida como Consejo Legislativo, es el órgano unicameral depositario del poder legislativo de las Islas Vírgenes Británicas, tiene 15 miembros: 13 elegidos directamente por períodos de cuatro años (nueve en circunscripciones de un solo escaño y cuatro "en general"), y dos  miembros ex officio (el fiscal general y el presidente del cuerpo elegidos de fuera de la Cámara).

## Requisitos para ser candidato
Los requisitos para ser elegido miembro de la Cámara de la Asamblea ahora están reguladas por el artículo 65 de la Constitución (no hay restricciones similares en relación con los dos miembros ex officio). En términos generales, esto requiere que el candidato sea un "belonger" de segunda generación y que esté domiciliado en las Islas Vírgenes Británicas o que haya completado un período de residencia.
Para ser elegido como miembro de la Cámara, una persona debe ser un residente nativo de la isla (según lo definido) mayor de 21 años y, de lo contrario, estar calificado para votar en el territorio.  

### Razones por la cual se rechazan una solicitud de candidato
Una persona es descalificada para ser elegida como miembro de la Cámara si:
- Ocupan cualquier cargo público;
- Se declaran en quiebra en cualquier país;
- Se juzga que no tienen buena opinión en ningún país;
- Se les ha impuesto una sentencia de muerte en algún estado extranjero, o si han cumplido una pena de prisión de al menos 12 meses en los últimos cinco años.

Están descalificados o suspendidos según las leyes de las Islas Vírgenes Británicas en relación con los delitos electorales;  o son parte o socios de una empresa, o director o gerente de una compañía, con cualquier contrato con el Gobierno para un servicio público (a menos que hayan publicado un aviso en la Gaceta u otro periódico de las Islas Vírgenes Británicas que revele la naturaleza de  el contrato y su interés).

## Electores
Las calificaciones para registrarse como votante en las Islas Vírgenes Británicas ahora están reguladas por el artículo 68 de la Constitución. Una persona está calificada para votar si es un belonger de 18 años o más, y es residente en las Islas Vírgenes Británicas o en las Islas Vírgenes de los Estados Unidos.
Sin embargo, una persona queda descalificada para votar si:
- Se juzga que padece de insanidad mental según la ley de las Islas Vírgenes Británicas;
- Se les ha impuesto una sentencia de muerte en algún estado extranjero o si están cumpliendo una pena de prisión de al menos 12 meses; o están descalificados o suspendidos según las leyes de las Islas Vírgenes Británicas en relación con los delitos electorales.

Las personas están registradas para votar en el distrito territorial en el que residen.

## Términos
La Cámara normalmente se sienta en términos de cuatro años. Un nuevo período debe comenzar dentro de los tres meses posteriores a la disolución de la Cámara del período anterior. El Gobernador, actuando de acuerdo con el consejo del Primer Ministro, puede disolver la Cámara en cualquier momento (por lo que llama a una elección anticipada). Sin embargo, el Gobernador debe disolver la Cámara dentro de los cuatro años posteriores a la fecha en que se reúne por primera vez después de una elección general, a menos que se haya disuelto antes. Una vez que se disuelva la Cámara, se deben celebrar elecciones generales después de al menos 21 días, pero no más de dos meses después de la disolución de la Cámara.  La próxima sesión de la Cámara debe comenzar dentro de los tres meses posteriores a la disolución (es decir, un mínimo de 28 días y un máximo de 41 días después de la elección general, dependiendo de la fecha de disolución y la fecha del calendario en que se realizó la elección).
La Cámara también debe prorrogarse al menos una vez por año calendario, esto normalmente se realiza durante el verano.

## Facultades
El poder principal de la Cámara es la de ser depositaria del poder legislativo en las Islas. Tiene el poder de promulgar leyes para el Territorio, también por implicación, tiene poder para enmendar y revocar las leyes existentes. Sin embargo, no se puede presentar ningún proyecto de ley ante la Cámara que prevea imponer o aumentar cualquier impuesto, o imponer o aumentar cualquier cargo sobre los ingresos u otros fondos del Territorio, excepto por recomendación del Ministro de Hacienda.
En 2014, la Cámara de la Asamblea aprobó la Ley de Revisión de la Ley de 2014. Esa legislación pretende conferir poder directo al fiscal general para enmendar la legislación primaria, aparentemente para ordenar y modernizar las leyes existentes. Sin embargo, aún no está claro si la Cámara de la Asamblea tiene poder constitucional para delegar sus poderes de elaboración de leyes (y de modificación de leyes) de esta manera.[cita requerida]

## Procedimientos
Un quórum en la Cámara está constituido por siete miembros.  Si un número suficiente de miembros deja una sesión y no regresa de manera tal que el número restante caiga por debajo del quorum, la sesión se suspenderá.
Todas las preguntas decididas por la Cámara se deciden por mayoría de votos.  Sin embargo, en ciertos asuntos específicos, solo los miembros elegidos de la Cámara son elegibles para votar:
- En una elección del Presidente o Vicepresidente de la Cámara;
- En una moción para la remoción del Presidente o Vicepresidente de la Cámara;
- En una moción de no confianza.

La Cámara tiene el poder de hacer, enmendar y revocar las Órdenes Permanentes para la regulación y conducta ordenada de sus propios negocios y el despacho de negocios. El Presidente o, en su ausencia, el vicepresidente, preside los procedimientos. Cuando tanto el presidente como el vicepresidente están ausentes, los miembros de la Cámara pueden elegir entre cualquiera de ellos que no sea un Ministro para presidir.